# 巴茨貝格山
47°15′51″N 8°54′7″E / 47.26417°N 8.90194°E

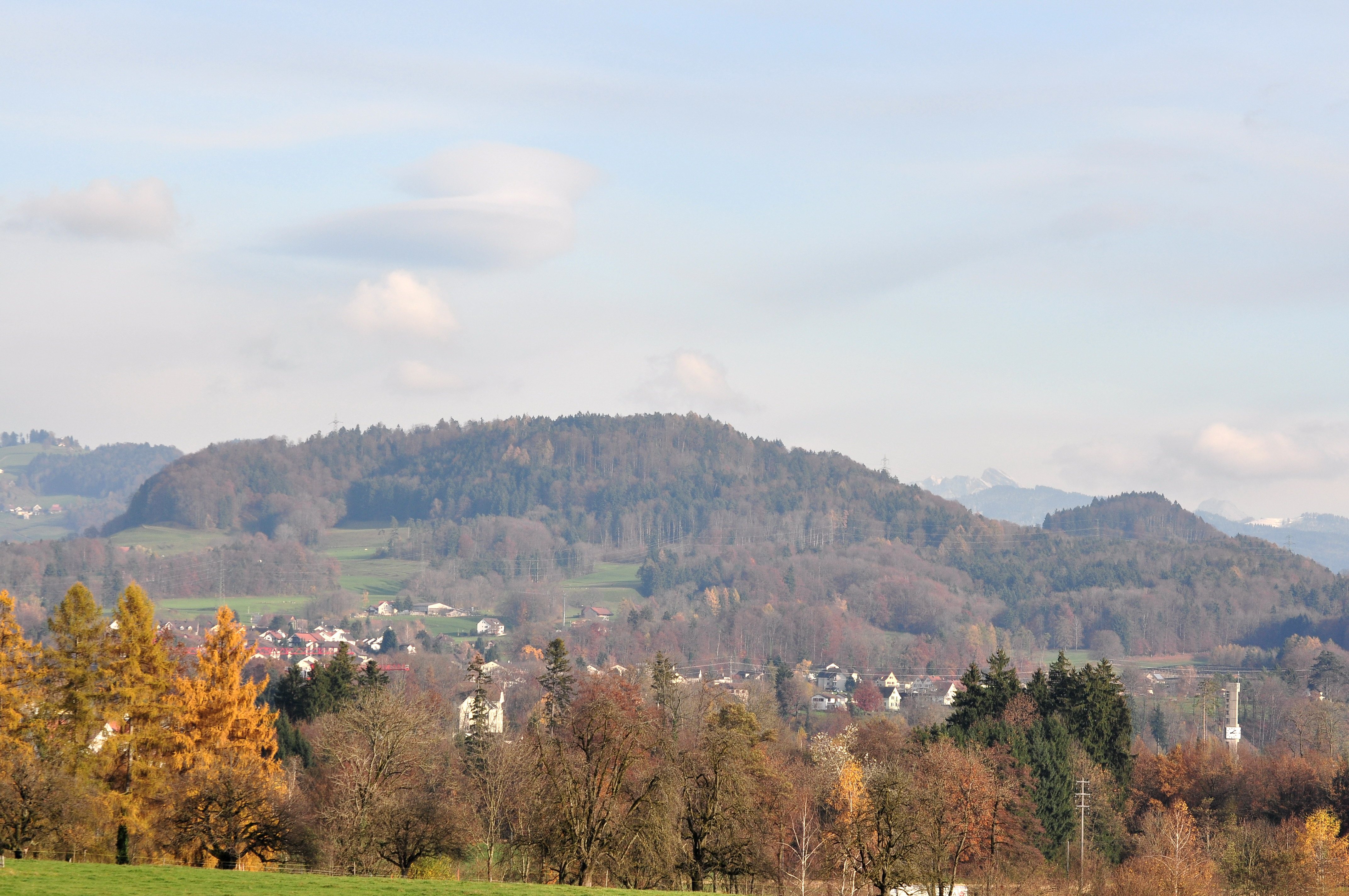

巴茨貝格山（Batzberg），是瑞士的山峰，位於該國北部，由蘇黎世州負責管轄，處於蘇黎世高地，海拔高度778米，每年平均降雨量1,100毫米，山體由礫岩組成。